# Ferdinand Kauer
Ferdinand August Kauer, né le 18 août 1751 à Klein Tajax et mort le 13 avril 1831 à Vienne, est un compositeur, violoniste et pianiste autrichien.

## Biographie
Fils d'instituteur, Kauer grandit en Moravie où il fait ses études au collège des Jésuites de Znaïm. Il s'installe en 1777 à Vienne pour commencer des études de médecine qu'il abandonne pour se consacrer à la musique et prendre des cours de contrepoint auprès de Haidenreich et de Zimmermann tout en donnant des leçons de piano et en étant organiste à l'église des Servites pour vivre. Il est engagé comme Kapellmeister du théâtre de Leopoldstadt en 1795 et il dirige son école de musique. Avec une pause d'un an en 1810-1811, où il séjourne au théâtre de Graz, il demeure jusqu'en 1814 au théâtre de Leopoldstadt; puis, avec l'approbation du nouveau directeur L. Huber, il s'installe au théâtre de Josephstadt.
Il est crédité de la composition de plus de deux cents œuvres vocales ou symphoniques dont des opéras et des singspiele, de la musique de scène comme Das Faustrecht in Thüringen, une vingtaine de messes et de requiem, des symphonies, concertos et quatuors. Son œuvre la plus connue est La Vierge du Danube (Das Donauweibchen) composée en 1798 et jouée dans toute l'Europe, modifiée en Russie par Stepan Davydov et Catterino Cavos sous le titre de Lesta, la sirène du Dniepr en 1803-1807. Il écrit les Neue Ungarische Tänze pour le couronnement comme roi de Hongrie de François Ier en 1792. Il est le premier à avoir introduit le xylophone dans la musique académique européenne. Il est l'auteur de manuels sur le jeu du violon, de la flûte et de la clarinette, pour les voix féminines, une méthode pour basse, etc.
Kauer perd son emploi au théâtre de Josephstadt qui fait faillite en 1818 et vit dans la difficulté pendant un certain temps jusqu'à ce que, probablement en 1821, il soit de nouveau accepté par charité comme second violoniste au théâtre de Leopoldstadt. La plupart de ses archives et ses biens disparaissent dans une inondation du Danube le 1er mars 1830 et il meurt dans la pauvreté un an plus tard.

## Hommages
Une rue de Rudolfsheim-Fünfhaus à Vienne, la Kauergasse, est baptisée de son nom.

## Source de la traduction
- (de) Cet article est partiellement ou en totalité issu de l’article de Wikipédia en allemand intitulé « Ferdinand Kauer » (voir la liste des auteurs).